# Mark Cendrowski
Mark Cendrowski (né le 5 aout 1959 à Détroit), est un réalisateur américain de séries télévisées, qui a notamment réalisé plusieurs épisodes de The Big Bang Theory et Oui, chérie !.

## Filmographie sélective
- 2013 : Dads (série télévisée) - réal. du film pilote
- 2012 : Men at Work (série télévisée) - 7 épisodes
- 2007 à 2019 : The Big Bang Theory  (série télévisée) - 118 épisodes réalisés
- 2007 à 2009 : Les Sorciers de Waverly Place (série télévisée) - 8 épisodes réalisés
- 2004 à 2006 : Une famille presque parfaite (série TV) - 12 épisodes réalisés
- 2005 à 2006 : Out of Practice  (série TV) - 4 épisodes
- 2000 à 2005 :  Oui, chérie ! (série TV) - 35 épisodes réalisés
- 1998,  2002, 2002 : Sabrina, l'apprentie sorcière (série télévisée) - 3 épisodes
- 2024 : Georgie and Mandy's First Marriage (producteur)